# Aspera Hiems Symfonia / Constellation / My Angel
Aspera Hiems Symfonia / Constellation / My Angel – wydana w 2002 r. płyta zespołu Arcturus, zawierająca głównie materiał pochodzący z poprzednich albumów grupy.
Poszczególne utwory pochodzą z:
- Dysk 1
  - 1-8 - album Aspera Hiems Symfonia
- Dysk 2
  - "The Deep Is the Skies", "Cosmojam" - nowe utwory
  - 3-6 - promocyjny minialbum Constellation
  - "My Angel", "Morax" - minialbum My Angel

Według informacji zamieszczonej we wkładce płyty w dotychczasowych utworach zmodyfikowano jedynie nieznacznie wokale.

## Lista utworów
| CD 1 | CD 1                                | CD 1    |
| Nr   | Tytuł utworu                        | Długość |
| ---- | ----------------------------------- | ------- |
| 1.   | „To Thou Who Dwellest in the Night” | 6:46    |
| 2.   | „Wintry Grey”                       | 4:34    |
| 3.   | „Whence and Whither Goest the Wind” | 5:14    |
| 4.   | „Raudt og Svart”                    | 5:48    |
| 5.   | „The Bodkin and the Quietus”        | 4:34    |
| 6.   | „Du Nordavind”                      | 3:59    |
| 7.   | „Fall of Man”                       | 6:05    |
| 8.   | „Naar Kulda Tar”                    | 4:21    |
|      |                                     | 41:21   |

| CD 2 | CD 2                                 | CD 2    |
| Nr   | Tytuł utworu                         | Długość |
| ---- | ------------------------------------ | ------- |
| 1.   | „The Deep Is the Skies”              | 4:19    |
| 2.   | „Cosmojam”                           | 1:45    |
| 3.   | „Raudt og Svart”                     | 6:08    |
| 4.   | „Icebound Streams and Vaporous Grey” | 4:44    |
| 5.   | „Naar Kulda Tar”                     | 4:28    |
| 6.   | „Du Nordavind”                       | 4:29    |
| 7.   | „My Angel”                           | 5:56    |
| 8.   | „Morax”                              | 6:28    |
|      |                                      | 38:17   |